# Svetlana Dašić-Kitić
Svetlana Dašić-Kitić (Tuzla, 12 de dezembro de 1982) é uma ex-handebolista profissional bósnia, campeã olímpica.